# Бобрівська ГЕС
Бобрівська ГЕС — мала гідроелектростанція, розташована на р. Псел біля с. Боброве Лебединського району Сумської області. Побудована в 1955 році, потужністю 180 КВт.
Обладнання для ГЕС було поставлено за рахунок репарацій з Австрії та Німеччини фірми «Фойт» — турбіни, редуктори і регулятори та фірми «Сіменс» — генератори і щити управління.
Бобрівська ГЕС працювала до 2000 року і була зупинена внаслідок пошкодження генераторів та підсилюючого трансформатора 0,4/10 кВ.
Відновлена в 2009 році з потужністю в 190 КВт. В 2013 році придбана компанією ТОВ «Гідроенергоінвест». Встановлена потужність ГЕС на цей час  — 250 КВт, щорічний виробіток електроенергії — 1 млн 4 тис. КВт.